# Комрво
Комрво (рос. Комрво) — село у Ноглицькому міському окрузі Сахалінської області Російської Федерації.
Населення становить 0 осіб (2013).

## Історія
Від 1930 року належить до Ноглицького міського округу Сахалінської області.

## Населення
| 2002 | 2010 |
| ---- | ---- |
| 8    | ↘0   |